# Lily Romanelli
Rachele Pensa, nota anche con lo pseudonimo di Lilly Romanelli (Napoli, 20 ottobre 1930 – Fonte Nuova, 22 novembre 2021), è stata un'attrice, soubrette e cantante italiana.

## Biografia
Figlia dell'attrice dialettale Olga Romanelli e sorella della cantante e attrice Ria De Simone, esordisce giovanissima nel teatro napoletano al fianco della cugina Elvira Pastore, riscontrando lusinghieri successi nei maggiori palcoscenici italiani ove si è esibita nelle compagnie di rivista di Macario, Totò, e Nino Taranto, fino a ricoprire il ruolo di prima soubrette nella rivista napoletana Tutta la città ne parla.
Diventata ben presto l'attrice giovane nella compagnia di Eduardo De Filippo partecipò alle tournée nazionali ed internazionali della commedia Non ti pago, dove la giovane Lilly interpretò Stella Quagliuolo, figlia dei protagonisti della commedia. Lavorò nel 1955 nella commedia Bene mio e core mio e successivamente approdò nella televisione italiana con la commedia Miseria e nobiltà di Eduardo De Filippo, ripresa in diretta dal Teatro Odeon di Milano il 30 dicembre 1955 (una delle primissime trasmissioni televisive italiane, nonché la prima commedia ripresa in tv).
Dopo i grandi successi teatrali si affacciò al mondo del cinema recitando in Totòtruffa '62, al fianco della sorella Ria De Simone, in Cerasella con Terence Hill, e in Delitto in pieno sole con Alain Delon.
Alla carriera teatrale e cinematografica ha associato quella di cantante, cantando con Nino Taranto nel celebre brano Quadriglia napoletana; è infatti presente nell'Enciclopedia della canzone napoletana.

## Filmografia
- Cerasella, regia di Raffaello Matarazzo (1959)
- Delitto in pieno sole, regia di René Clément (1960)
- Totòtruffa '62, regia di Camillo Mastrocinque (1961)

## Teatro
- Miseria e nobiltà, di Eduardo De Filippo (1955)
- Bene mio e core mio, di Eduardo De Filippo (1955)
- Tutta la città ne parla, rappresentazione a Napoli (1956)
- Non ti pago, di Eduardo De Filippo (1956)